# Odrin Bay
Die Odrin Bay (englisch; bulgarisch Одрински залив Odrinski saliw) ist eine 7 km lange und 10 km breite Bucht an der Nordenskjöld-Küste des Grahamlands auf der Antarktischen Halbinsel. Sie liegt südwestlich des Fothergill Point und nordöstlich des Spoluka Point.
Britische Wissenschaftler kartierten sie 1978. Die bulgarische Kommission für Antarktische Geographische Namen benannte sie 2011 nach Siedlungen im Nordosten und Süden Bulgariens.